# Warren Giles
Warren Crandall Giles (Tiskilwa, 28 maggio 1896 – Cincinnati, 7 febbraio 1979) è stato un dirigente sportivo statunitense nella Major League Baseball (MLB). È stato introdotto nella National Baseball Hall of Fame nel 1979.

## Carriera
Giles trascorse 33 anni nella Major League Baseball, come presidente e general manager dei Cincinnati Reds (1937–51) e come presidente della National League (1951–69), venendo eletto nella National Baseball Hall of Fame nel 1979 poco dopo la sua morte. Il trofeo delle National League Championship Series è nominato in suo onore. Inoltre gli è dedicato il Giles Award, che premia i migliori presidenti delle minor league. Sotto la sua gestione, i Reds vinsero due titoli della National League consecutivi, conquistando nel 1940 le seconde World Series della loro storia.